# Liste der Monuments historiques in Bourgogne-Fresne
Die Liste der Monuments historiques in Bourgogne-Fresne führt die Monuments historiques in der französischen Gemeinde Bourgogne-Fresne auf.

## Liste der Immobilien
| Bezeichnung                 | Beschreibung | Standort                              | Kennzeichnung | Schutzstatus | Datum | Bild           |
| --------------------------- | --- | ------------------------------------- | ------------- | ------------ | ----- | -------------- |
| Kirche St-Pierre-et-St-Paul | ab dem 12. Jahrhundert | Bourgogne, rue de la Colinette (Lage) | PA00078596    | Classé       | 1921  | weitere Bilder |
| Mausoleum                   | reich ausgestattetes Familienbegräbnis, zwischen 1898 und 1914 angelegt, Architekt Octave Courtois-Suffit; Ausstattung u. a. von Georges-Antoine Rochegrosse und Gustave Michel; mit Umzäunung | Bourgogne, auf dem Friedhof (Lage)    | PA51000029    | Inscrit      | 2020  | weitere Bilder |

## Liste der Objekte
| Bezeichnung                        | Beschreibung                               | Standort                                             | Kennzeichnung | Schutzstatus | Datum | Bild |
| ---------------------------------- | ------------------------------------------ | ---------------------------------------------------- | ------------- | ------------ | ----- | ---- |
| Skulptur Petrus                    | Stein, 18. Jahrhundert                     | Bourgogne, in der Kirche St-Pierre-et-St-Paul (Lage) | PM51001810    | Inscrit      | 1982  |      |
| Skulptur Paulus                    | Stein, 18. Jahrhundert                     | Bourgogne, in der Kirche St-Pierre-et-St-Paul (Lage) | PM51001809    | Inscrit      | 1982  |      |
| Triumphbogen mit Kreuzigungsgruppe | Holz, zweites Viertel des 20. Jahrhunderts | Bourgogne, in der Kirche St-Pierre-et-St-Paul (Lage) | PM51001811    | Inscrit      | 1982  |      |